# آنا پودکوپایوا
آنا پودکوپایوا (روسی: А́нна Никола́евна Подкопаева؛ زادهٔ ۱۶ آوریل ۱۹۹۰) بازیکن والیبال اهل روسیه است.
از باشگاه‌هایی که در آن بازی کرده‌است می‌توان به باشگاه والیبال زنان دینامو مسکو اشاره کرد.